# Chrťany
Chrťany é um município da Eslováquia, situado no distrito de Veľký Krtíš, na região de Banská Bystrica. Tem 9,19 km² de área e sua população em 2018 foi estimada em 126 habitantes.

## Demografia
| Ano:        | 1994 | 2004   | 2014    | 2024    |
| ----------- | ---- | ------ | ------- | ------- |
| Broj ljudi: | 111  | 115    | 151     | 120     |
| Razlika:    |      | +3,60% | +31,30% | -20,52% |

| Ano:               | 2023 | 2024   |
| ------------------ | ---- | ------ |
| Número de pessoas: | 124  | 120    |
| Diferença:         |      | -3,22% |